# 稲垣長敬
稲垣 長敬（いながき ながひろ）は、志摩鳥羽藩の第8代（最後）の藩主。明治維新後は子爵。鳥羽藩稲垣家12代。

## 経歴
嘉永7年（1854年）7月12日、第6代藩主稲垣長明の次男として生まれる。明治元年（1868年）、兄で第7代藩主の長行が早世したため、その養子として家督を継いだ。明治2年（1869年）6月の版籍奉還で鳥羽藩知事に任じられ、明治4年（1871年）7月14日の廃藩置県で藩知事を免官された。学制発布時には「鳥羽聯合小学校」（現・鳥羽市立鳥羽小学校）創設のために出資した。その後、慶應義塾に入り大学部を卒業した。1884年（明治17年）7月8日、子爵を叙爵した。
大正9年（1920年）8月24日に死去した。享年67。
孫に稲垣長賢がいる。

## 家族
父母
- 稲垣長明（実父）
- 稲垣長行（養父）

妻
- 本多文子 - 本多忠寛の娘

子女
- 稲垣銑子 - 稲垣長昌夫人

養子
- 稲垣長昌 - 奥平昌服の子